# Montamisé
Montamisé – miejscowość i gmina we Francji, w regionie Nowa Akwitania, w departamencie Vienne.
Według danych na rok 1990 gminę zamieszkiwały 2 164 osoby, a gęstość zaludnienia wynosiła 68 osób/km² (wśród 1467 gmin regionu Poitou-Charentes, Montamisé plasuje się na 130. miejscu pod względem liczby ludności, natomiast pod względem powierzchni na miejscu 145.).